# Louis Degallaix
Louis Degallaix, né le 5 juin 1877 à Saint-Quentin et mort le 23 avril 1951 dans le 18e arrondissement de Paris, est un peintre français.

## Biographie
Élève d'Eugène-Louis Gillot, Louis Degallaix obtient une mention honorable au Salon des artistes français de 1908 puis une médaille d'argent en 1937.
Il meurt le 23 avril 1951 au sein de l'hôpital Bichat dans le 18e arrondissement de Paris, et, est inhumé dans un premier temps au cimetière de Saint-Ouen (19e division) avant d'être transféré quelques mois après au cimetière de Montmartre (24e division).

## Œuvres dans les collections publiques
- Fruges, musée-bibliothèque : Fleurs, aquarelle[6]

## Pour approfondir